# Răzvan Tincu
Răzvan Tincu (Satu Mare, 15 febbraio 1987) è un ex calciatore rumeno, di ruolo difensore.

## Carriera
Ha giocato nella massima serie dei campionati rumeno e cipriota.

## Palmarès

### Club

#### Competizioni nazionali
- Coppa di Romania: 1

Sepsi: 2021-2022